# Michael Perham

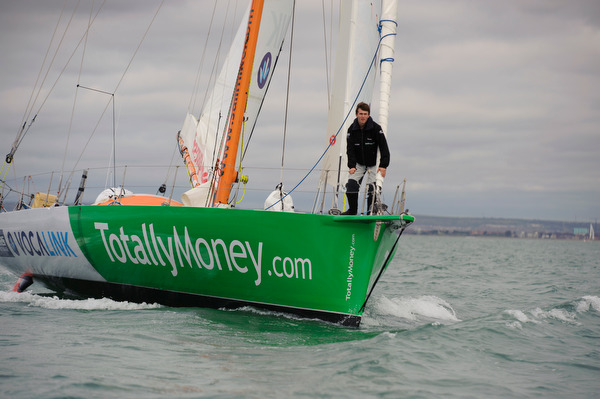
Michael Perham

Michael Perham (ur. 16 marca 1992 w Hertfordshire, Anglia) – jest najmłodszym żeglarzem, który samotnie opłynął Atlantyk; zrobił to, kiedy miał 14 lat. Żegluje odkąd ukończył 7 lat.
Podróż trwała sześć tygodni, do przepłynięcia miał 3,5 tysiąca mil morskich. Wyruszył 18 listopada 2006 z Gibraltaru, a zakończył podróż na karaibskiej wyspie Antigua 3 stycznia 2007 roku, ubezpieczany przez ojca, który jest doświadczonym żeglarzem; płynął na innej łodzi. Perhama zainspirował inny chłopiec, Sebastian Clover z Isle of Wight, który ustanowił taki rekord mając 15 lat. Perham w podróż wziął gotowe produkty z Tesco, napoje w puszkach, gitarę, podręczniki i kilka książek. Trafił do Księgi rekordów Guinnessa.